# Sid et Nancy
Pour plus de détails, voir Fiche technique et Distribution.
Sid et Nancy (Sid and Nancy) est un film britannique réalisé par Alex Cox, sorti en 1986. Il s'agit d'un film biographique sur Sid Vicious, notamment sa relation avec Nancy Spungen.

## Synopsis
À la fin des années 1970, à Londres, c'est l'explosion du mouvement punk et des Sex Pistols, populaires pour leur provocation. Sid Vicious, bassiste du groupe, rencontre Nancy Spungen, l'une de ses groupies. Leur tragique histoire d'amour débute ainsi : Sid et Nancy sont alors victimes de la drogue, de la dépendance, de la violence et de l'excès.

## Fiche technique
- Titre français : Sid et Nancy
- Titre original : Sid and Nancy
- Titre alternatif : Sid and Nancy: Love Kills
- Réalisation : Alex Cox
- Scénario : Alex Cox et Abbe Wool
- Montage : David Martin
- Photographie : Roger Deakins
- Production : Eric Fellner, Margaret Matheson
- Sociétés de production : Initial Pictures, U.K. Productions Entity et Zenith Entertainment
- Distribution : Palace Pictures (Royaume-Uni), Artédis (France)
- Durée : 112 minutes
- Pays d'origine :  Royaume-Uni
- Langue originale : anglais
- Genre : drame biographique
- Format : Couleur - 35 mm - 1,85:1 - Son Dolby
- Dates de sortie :
  -  France : mai 1986 (Festival de Cannes, Quinzaine des réalisateurs)
  -  Canada : 12 septembre 1986 (Festival international du film de Toronto)
  -  France : 19 novembre 1986
- Classification :
  - France : Interdit aux moins de 12 ans lors de sa sortie en salles et à la télévision

## Distribution
- Gary Oldman (VF : Luq Hamet) : Sid Vicious
- Chloe Webb (VF : Marie-Christine Darah) : Nancy Spungen
- Perry Benson : Paul Cook
- Andrew Schofield : Johnny Rotten
- David Hayman : Malcolm McLaren
- Debby Bishop : Phoebe
- Xander Berkeley : Bowery Snax
- Tony London : Steve
- Courtney Love : Gretchen
- Sara Sugarman : Abby National
- Milton Selzer : le grand-père
- Gloria LeRoy : la grand-mère
- Sandy Baron : l'hôtelier à New York
- Sy Richardson : l'employé du service méthadone
- Edward Tudor-Pole : l'hôtelier à Londres
- Kathy Burke : Brenda Windzor
- Miguel Sandoval : le directeur de la maison de disques
- John M. Jackson : Dr. Lance Boyles
- Dick Rude : un gardien de prison
- Iggy Pop : un homme visitant l'hôtel Chelsea
- Circle Jerks : les donneurs de chatons
- Alex Cox : un homme assis dans la chambre de Rock Head (non crédité)
- Slash : un punk dans un club (non crédité)

## Interprétation et réception critique
Pour son interprétation du chanteur et bassiste, Gary Oldman interroge la mère du défunt Sid Vicious, qui, en plus de nombreuses informations utiles sur ses habitudes, lui offre le collier et le bracelet en cuir de son fils, qu'il porte tout au long du tournage. Pour imiter la silhouette efflanquée et l'addiction de Sid Vicious, Oldman rencontre des toxicomanes et va même jusqu'à perdre plus de 13 kg (30 livres) grâce à un régime si draconien qu'il dut être hospitalisé.
Le film rencontre un bon accueil du public et des critiques. Roger Ebert, le célèbre critique américain, écrit dans sa rubrique pour le Chicago Sun-Times, que Alex Cox et son équipe « ont réussi l'habile défi de créer un film plein de bruit et de fureur, en racontant une histoire délicate au milieu, ». Dans un article sur Gary Oldman, il qualifie le couple du film (Sid Vicious et Nancy Spungen) de « Roméo et Juliette punk rock. »
En revanche, certains proches de Sid Vicious, en particulier le chanteur principal des Sex Pistols, Johnny Rotten (de son vrai nom John Lydon), considèrent que le film est une atteinte à la mémoire du jeune homme :

« Pour moi, ce film est d'une grande médiocrité. Je crois sincèrement qu'il célèbre l'addiction à l'héroïne. Il la glorifie clairement à la fin, lorsque ce stupide taxi roule droit vers le ciel. C'est d'une telle absurdité. Les scènes sordides dans l'hôtel à New York sont bien, sauf qu'elles auraient dû être encore plus sordides. Toutes les scènes à Londres avec les Pistols sont absurdes. Aucune d'entre elles n'est réaliste. Le type qui a joué Sid, Gary Oldman, je l'ai trouvé plutôt bon. Mais même lui n'a joué que l'homme de scène, et non celui qu'était vraiment Sid Vicious. Je ne pense pas que ce soit la faute de Gary Oldman, car c'est un sacré bon acteur. Si seulement il avait eu l'occasion de parler à quelqu'un qui connaissait ce type. Je ne pense pas qu'ils aient jamais eu l'intention de faire des recherches sérieuses afin de faire un film précis. Il a été fait tout simplement pour l'argent. Que l'on humilie la vie de quelqu'un comme ça - et avec grand succès - m'a beaucoup agacé. L'ironie, finalement, c'est qu'on me pose encore des questions à ce sujet. Je dois expliquer que tout est faux. »

— John Lydon, Rotten - No Irish, No Blacks, No Dogs
Le magazine Uncut de février 2007 classe Gary Oldman 8e de sa liste des 10 Best actors in rockin' roles, décrivant son interprétation de « très sympathique lecture de la figure de proue du mouvement punk comme un homme-enfant perdu et désorienté ». Il est aussi classé 62e des 100 meilleurs rôles de tous les temps par le magazine Première dans sa version américaine. Il obtient enfin pour ce rôle l'Evening Standard British Film Awards du nouveau venu le plus prometteur.